# Inke Hummel

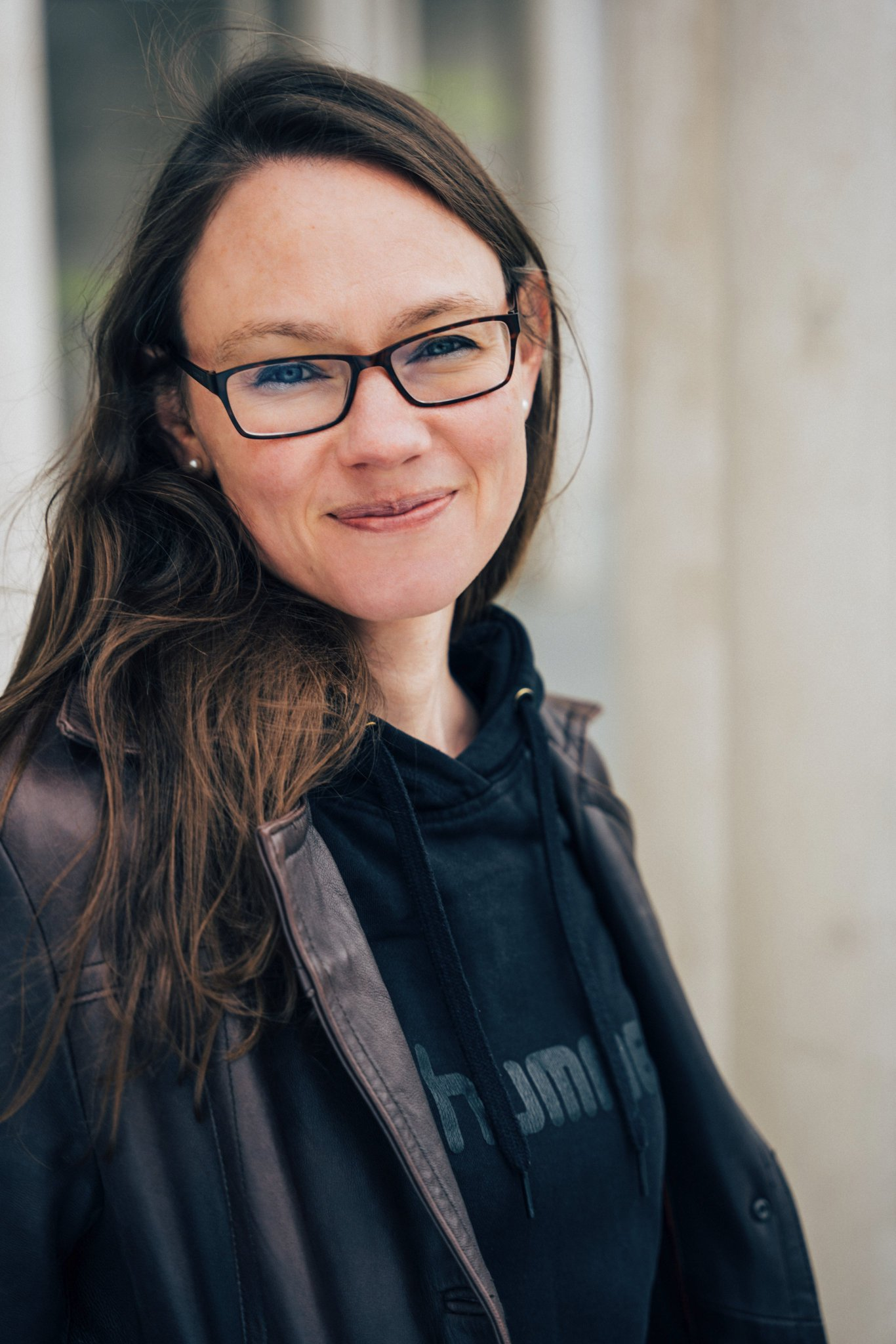
Inke Hummel (2022)

Inke Hummel (* 1977 in Flensburg) ist eine deutsche Kinderbuch- und Ratgeberautorin. Sie arbeitet außerdem als Familienbegleiterin, Erziehungsberaterin und pädagogischer Coach. Daneben hält sie Vorträge für Fachpersonal und Eltern.

## Leben
Inke Hummel studierte in Bonn Pädagogik und Germanistik. Anschließend arbeitete sie zunächst als Kursleiterein an einer Bonner Elternschule. Parallel begann sie ab 2020 sowohl Eltern- und Erziehungsratgeber zu schreiben als auch in Zusammenarbeit mit der Illustratorin Franziska Karagür und später mit der Illustratorin Verena Potthast Kinderbücher zu veröffentlichen.
Hummel lebt in Bonn, ist verheiratet und hat drei Kinder.

## Veröffentlichungen
- Miteinander durch die Pubertät, Humboldt Verlag, Hannover 2020, ISBN 978-3-8426-1622-6.
- Mein wunderbares schüchternes Kind. Humboldt Verlag, Hannover 2021, ISBN 978-3-8426-1647-9.
- Mein wunderbares wildes Kind. Humboldt Verlag, Hannover 2021, ISBN 978-3-8426-1656-1.
- Nicht zu streng, nicht zu eng. Humboldt Verlag, Hannover 2022, ISBN 978-3-8426-1662-2.
- Miteinander durch die Babyzeit. Humboldt Verlag, Hannover 2022, ISBN 978-3-8426-1669-1.
- Mit allen Sinnen wachsen. Humboldt Verlag, Hannover 2023, ISBN 978-3-8426-1699-8.
- mit Julia Theeg: Wir erwachsenen Trennungskinder. Beltz Verlag, Weinheim/Basel 2023, ISBN 978-3-407-86705-6.
- Miteinander durch die Grundschulzeit. Humboldt Verlag, Hannover 2023, ISBN 978-3-8426-1717-9.
- Ne par stingru, ne par maigu. lettische Ausgabe von Nicht zu streng, nicht zu eng., herausgegeben vom Familienpsychologischen Zentrum LĪNA, Riga 2023, ISBN 978-9-9349-1426-3.
- Deine Angst, meine Angst. Humboldt Verlag, Hannover 2024, ISBN 978-3-8426-1732-2.
- Vom Müssen zum Wollen. Humboldt Verlag, Hannover 2025, ISBN 978-3-8426-1762-9.
- Kopā sākumskolā. lettische Ausgabe von Miteinander durch die Grundschulzeit., herausgegeben vom Familienpsychologischen Zentrum LĪNA, Riga 2025, ISBN 978-9-9346-4602-7.
- mit Franziska Karagür: Der Mönkel und der geheimnisvolle Turm. Claus Verlag, Limbach-Oberfrohna 2020, ISBN 978-3-9818883-7-9.
- mit Franziska Karagür: Der Mönkel und der Trillfox im Moor. Claus Verlag, Limbach-Oberfrohna 2020, ISBN 978-3-9818883-9-3.
- mit Franziska Karagür: Der Mönkel und der Flüsterstein. Claus Verlag, Limbach-Oberfrohna 2022, ISBN 978-3-9822643-1-8.
- mit Franziska Karagür: Mein Mönkel-Mitmachbuch. Claus Verlag, Limbach-Oberfrohna 2022, ISBN 978-3-9822643-7-0.
- mit Verena Potthast: Ups, ich komme in die Schule. Humboldt Verlag, Hannover 2024, ISBN 978-3-8426-1726-1.
- mit Verena Potthast: Ups, ich habe Angst. Humboldt Verlag, Hannover 2024, ISBN 978-3-8426-1738-4.
- mit Verena Potthast: Ups, meine Eltern leben in Trennung. Humboldt Verlag, Hannover 2024, ISBN 978-3-8426-1759-9.
- mit Verena Potthast: Ups, ich bin schüchtern. Humboldt Verlag, Hannover 2025, ISBN 978-3-8426-1771-1.
- Ist er wirklich schon schulreif? in: kindergarten heute: Wenn Eltern Rat suchen. Herder, Freiburg 2024.
- Das wilde Kind? in: Andrea Tures (Hrsg.): Das schwierige Kind? Cornelsen bei Verlag an der Ruhr, Mülheim an der Ruhr 2025, ISBN 978-3-8346-5294-2.
- Ich hab Angst! in: kindergarten heute: Wenn Eltern Rat suchen. Herder, Freiburg 2025.
- Pädagogik ist politisch. in: Haltung zeigen für demokratische Werte in Kita, Schule, Ganztag. Klett Kita, Stuttgart 2025, ISBN 978-3-9604-6344-3.